# تخت شة بالا (حسينية انديمشك)
تخت شة بالا (بالفارسية: تخت‌شه بالا) هي قرية تقع في إيران في Hoseyniyeh Rural District.